# چارلی براون (بازیکن فوتبال، زاده ۱۹۹۹)
چارلی براون (انگلیسی: Charlie Brown؛ زادهٔ ۲۳ سپتامبر ۱۹۹۹) بازیکن فوتبال اهل بریتانیا است.
از باشگاه‌هایی که در آن بازی کرده‌است می‌توان به باشگاه فوتبال چلسی اشاره کرد.